# Florin Niță
Florin Constantin Niță (* 3. Juli 1987 in Bukarest) ist ein rumänischer Fußballtorhüter, der beim saudischen Erstligisten Damac FC spielt.

## Karriere

### Verein
Niță begann im Alter von sieben Jahren mit dem Fußballspielen in der Jugend von Steaua Bukarest. Mit 14 Jahren wechselte er in die Jugend des Lokalrivalen Rapid. Nach einem Jahr in der Jugend von Astra Ploiești holte der CS Concordia Chiajna Niță im Jahr 2006 in die Liga III. Nach dem Aufstieg 2007 war er auch in der Liga II zunächst Ersatztorhüter, ehe er sich in der Saison 2008/09 als Nummer eins durchsetzen konnte. Die Spielzeit 2010/11 beendete er mit seiner Mannschaft auf dem zweiten Platz in der Liga II und stieg in die Liga 1 auf. Dort kämpfte er mit dem neu verpflichteten Jordan Gospodinow und dem in der Winterpause geholten Idan Baruch um den Platz zwischen den Pfosten. Er konnte sich in der Schlussphase der Saison 2011/12 durchsetzen und sicherte sich mit seinem Team den Klassenverbleib. Zu Beginn der Spielzeit 2012/13 war Niță zunächst die Nummer zwei hinter Sergei Lepmets, konnte diesen aber nach wenigen Spieltagen verdrängen. Später musste er Alberto Cobrea den Vortritt lassen, setzte sich aber durch und sicherte erneut den Klassenverbleib.
Im Sommer 2013 verließ Niță Chiajna und kehrte zu Steaua Bukarest (ab April 2017 FCSB Bukarest) zurück. Dort fungierte er in der Spielzeit 2013/14 als Ersatztorhüter hinter Ciprian Tătărușanu. Erst in der Schlussphase der Saison kam er zu insgesamt fünf Einsätzen und gewann mit Steaua die Meisterschaft. Zu Beginn der Saison 2014/15 war er nur noch die Nummer drei hinter Tătărușanus Nachfolger Giedrius Arlauskis und Valentin Cojocaru. Niță kam am fünften Spieltag zu einem Einsatz, als Arlauskis verletzt ausgewechselt werden musste. Erst als die Meisterschaft 2015 feststand, stand er an den letzten beiden Spieltagen in die Startelf. Beim Pokalsieg 2015 im Finale gegen Universitatea Cluj stand er ebenfalls zwischen den Pfosten. Nachdem Arlauskis im Sommer 2015 Steaua zum FC Watford verlassen hatte, war Niță zunächst Stellvertreter von Cojocaru. Er konnte diesen am achten Spieltag verdrängen und den Platz im Tor bis Saisonende behaupten. Zu Beginn der Spielzeit 2016/17 stand Cojocaru erneut für zwei Spiele zwischen den Pfosten, Niță eroberte sich seinen Stammplatz aber umgehend zurück. Im Februar 2018 wechselte er zu Sparta Prag. Von dort wurde er im Januar 2023 für ein halbes Jahr zu FK Pardubice verliehen, bevor er im Sommer zu Gaziantep FK in die Süper Lig wechselte. Im Sommer 2024 erfolgte ein weiterer Wechsel in die Saudi Professional League zum Damac FC.

### Nationalmannschaft
Niță wurde Anfang Oktober 2016 erstmals in das Aufgebot der rumänischen Nationalmannschaft für zwei WM-Qualifikationsspiele berufen, kam aber nicht zum Einsatz. Am 9. November 2017 kam er dann im Freundschaftsspiel gegen die Türkei (2:0) in Cluj zu seinem ersten Länderspiel.

## Erfolge
Steaua Bukarest
- Rumänischer Meister (2): 2013/14, 2014/15
- Rumänischer Pokalsieger: 2014/15
- Rumänischer Ligapokal-Sieger (2): 2014/15, 2015/16

Sparta Prag
- Tschechischer Pokalsieger: 2019/20

Individuell
- Rumänischer Fußballer des Jahres: 2021